# Jindřich Kamenický
Jindřich Kamenický (ur. 17 listopada 1879 w Obořiště, zm. 27 marca 1959 w Příchovicach) – czeski prawnik i urzędnik, minister transportu Protektoratu Czech i Moraw w latach 1941–1945, minister kolei Czechosłowacji w 1938.

## Życiorys
Od 1918 roku pracował w czechosłowackim Ministerstwie Kolei, w latach 1925–1938 pełnił funkcję szefa sekcji ministerstwa. W 1919 roku został wybrany prezesem ČSF, pełnił także funkcję wiceprezesa Slavii Praga. 
Na przełomie września i października 1938 roku pełnił funkcję ministra kolei w rządzie Jana Syrovego.  
Po usunięciu ze stanowiska ministra transportu Jiříego Havelki w kwietniu 1941 roku został ministrem transportu Protektoratu Czech i Moraw, funkcję tę pełnił we wszystkich rządach Protektoratu aż do maja 1945 roku. W 1946 roku został skazany przez czechosłowacki sąd na 5 lat więzienia.

## Odznaczenia
Został odznaczony Tarczą Honorową Protektoratu Czech i Moraw z Orłem Świętego Wacława.